# Ancistrocerus campestris

Ancistrocerus campestris (лат.) — вид одиночных ос из семейства Vespidae.

## Распространение
Встречаются в Северной Америке: Канада и США.

## Описание
Длина переднего крыла самок 9,0—11,0 мм, а у самцов — 6,5—9,0 мм. Окраска тела в основном чёрная с жёлтыми отметинами. Гнёзда строят в древесине. Для кормления своих личинок добывают в качестве провизии гусениц бабочек из семейств Amphisbatidae и Gelechiidae.